# Torre de sa Mola de Tuent
La Torre de la Mola de Tuent (popularment de sa Mola de Tuent), també anomenada Torre de Can Termes i Torre de Can Palou, és una torre de guaita del terme d'Escorca (Mallorca) situada al cim de la mola de Can Palou, a 472 msnm, entre la cala Tuent i la Calobra. Està declarada Bé d'Interès Cultural.
Formava part d'un extens sistema de vigilància i senyalització de tota la costa mallorquina per combatre la pirateria, i tenia la funció de rebre els senyals de la Torre de Lluc i transmetre'ls a la Torre de na Seca. Va ser construïda el 1596.

## Descripció
Construïda amb pedra i morter, presenta dos cossos ben diferenciats i dividits per un cordó que n'envolta el perímetre: l'inferior, troncocònic i massís, i el superior, cilíndric i buit, amb una cambra coberta per volta de mitja esfera. El portal d'entrada condueix en aquesta cambra, i es troba a uns sis metres d'alçada. La cambra, mig enrunada, posseïa una xemeneia, dues fornícules i una escala de caragol escalonada. Al terrat hi ha un enllosat de pedra viva, i el parapet originari era a barbeta i més elevat a la part posterior.
Els escalons metàl·lics són de l'època de la Guerra Civil. Ha estat restaurada recentment.
Tot i que posseïa peces d'artilleria pesant, realment no era una torre de defensa, atès que la distància fins als ports de la Calobra i Tuent no permetien un ús eficient de l'artilleria. L'alçada a què es troba (472 m) i les dificultats de fer-hi arribar l'artilleria portaren a afirmar que és la més elevada de l'illa, per bé que aquesta condició correspon a la Torre de na Seca.

## Història
Construïda el 1596 per orde del virrei Ferran Sanoguera per connectar els senyals de la torre de na Seca i el castell de Pollença, el 1597 ja disposava d'una peça d'artilleria. A mitjan segle xvii hi varen pegar dos llamps i es va haver d'arreglar.
Acabat el perill dels pirates, el 1867 va ser transferida a Hisenda. Durant el franquisme, entre 1938 i 1943 va formar part de l'observatori 23 de la xarxa d'informació aeronàutica. El 1996 va ser cedida a l'ajuntament d'Escorca.